# إي إس إل (شركة)
الدوري الرياضي الإلكتروني (بالإنجليزية: Electronic Sports League) ، هي شركة إنتاج وتنظيم الرياضات الإلكترونية التي تنتج مسابقات ألعاب الفيديو في جميع أنحاء العالم. إي إس إل هي أكبر شركة للرياضات الإلكترونية في العالم،  وأقدم شركة لا تزال تعمل. مقرها في كولونيا، ألمانيا، لديها أحد عشر مكتبًا والعديد من استوديوهات التلفزيون الدولية على مستوى العالم تبث على منصة تويتش.

## التاريخ
تم إطلاق الدوري الرياضي الإلكتروني في عام 2000  بدأت الشركة بدوري ألعاب على الإنترنت ومجلة ألعاب. كما قامت بتأجير خوادم لمسابقات الألعاب. في عام 2015 ، في ذلك الوقت، أمتلكة الشركة أكثر حدث رياضي إلكتروني مشاهدة في التاريخ. حضر الحدث أكثر من 100 ألف شخص وبلغ عدد مشاهدي منصة تويتش أكثر من مليون شخص. في يوليو 2015 ، اشترت شركة مجموعة العصر الحديث (MTG) حصة 74 بالمائة من الشركة الأم، مقابل 86 مليون دولار. في نفس الشهر، أعلنت الشركة عن مشاركتها في "esports in Cinema"، والتي ستبث أحداث الرياضات الإلكترونية الحية إلى أكثر من 1500 دار سينما في جميع أنحاء العالم. تضمنت الرياضات الإلكترونية في السينما تغطية ألعاب مثل دوتا 2 وكاونتر سترايك: جلوبال أوفينسيف من 2015. بالإضافة إلى فيلم وثائقي بعنوان، "All Work All Play"، الذي يتبع صعود الرياضات الإلكترونية ويسلط الضوء على المحترفين لاعبين أثناء عملهم نحو بطولة إنتل إكستريم ماسترز العالمية.
بعد أن اعترف أحد اللاعبين علنًا باستخدام المنشط آديرال، عملت الشركة مع الوكالة العالمية لمكافحة المنشطات لتأسيس سياسة لمكافحة المخدرات. كانت أول شركة دولية للرياضات الإلكترونية تطبق لوائح مكافحة المنشطات. تم تنفيذ اختبارات عشوائية للعقاقير المحظورة من قبل الوكالة العالمية لمكافحة المنشطات لأحداثها. تتراوح العقوبات المفروضة على استخدام العقاقير المحسّنة للأداء من الجوائز المالية المخفضة ونقاط البطولة إلى الاستبعاد والحظر لمدة عامين كحد أقصى.
عملت الشركة مع الناشر فالف في أغسطس 2015 لانشاء حدث في لانكسس أرينا حيث تنافس 16 فريقًا في لعبة كاونتر سترايك: جلوبال أوفينسيف. نفذت الشركة اختبارًا عشوائيًا للعقاقير في هذا الحدث. جاءت جميع الاختبارات سلبية. كان للبطولة أكثر من 27 مليون مشاهد،  مما يجعلها أكبر بطولة للعبة وأكثرها مشاهدة في ذلك الوقت. وفي أكتوبر 2015 ، عقدت الشركة بطولة دوتا 2 في مسرح ماديسون سكوير جاردن.
في 26 يناير 2022، أُعلن عن استحواذ مجموعة سافي للألعاب الإلكترونية، وهي شركةٌ أطلقها صندوق الاستثمارات العامة السعودي، على شركة فيس إت وشركة إي إس إل للرياضات الإلكترونية. كجزءٍ من الاستحواذ، ستندمج الشركتان تحت اسم «مجموعة إي إس إل فيس إت» (بالإنجليزية: ESL FaceIt Group).